# レイチェル・シェリー
レイチェル・シェリー（Rachel Shelley、1969年8月25日 - ）は、英国生まれの女優。

## プロフィール
イングランド南部のウィルトシャー州スウィンドンに生まれ、1歳の時からロンドンで育ち、シェフィールド大学を卒業。
米国発のテレビシリーズ『Lの世界』で2005年からヘレナ (Helena) というレズビアンの女性を演じている。

## 主な出演作品
- エヴリバディ・ラブズ・サンシャイン Everybody Loves Sunshine  (1999)
- ディアブロ 悪魔生誕 The Calling (2000)
- ラガーン Lagaan (2001)
- Lの世界 The L Word (2004-)
- Gray Matters (2006-)